# Гольё
Гольё — дерма шкуры животного, свободная от волосяного покрова, эпидермиса, мездры (подкожной клетчатки) и посторонних веществ. Обычно является полуфабрикатом кожи в преддубильных операциях, но иногда (особенным образом обработанное и высушенное) может представлять собой конечный продукт производства: например, пергамент, сыромять.
Гольё в кожевенном производстве подвергается различной обработке — золению, обеззоливанию, мягчению — для подготовки его к дублению. Качество голья определяет многие важные характеристики получаемой в процессе производства кожи, включая её прочность при растяжении и удлинении, пластичность, тягучесть, мягкость и жёсткость, воздухопроницаемость и паропроницаемость.